# Evertsbergs kapell
Evertsbergs kapell är en kyrkobyggnad som ligger i Evertsberg omkring 17 kilometer väster om Älvdalen. Kapellet tillhör Älvdalens församling i Västerås stift.

## Kyrkobyggnaden
Enligt folklig tradition fanns en kyrka på platsen redan på 1200-talet. Nuvarande kapell uppfördes i början av 1500-talet och utvidgades i början av 1700-talet. Byggnaden har en stomme av liggtimmer och består av ett rektangulärt långhus med rakt avslutat kor. I norr finns en sakristia och i väster ett vapenhus. Ytterväggarna är klädda med locklistpanel och rödmålade med Falu rödfärg.
Strax väster om vapenhuset står en klockstapel som är märkt 1698, men som förmodligen är äldre. I stapeln hänger tre klockor. Lillklockan är gjuten 1616 och mellanklockan är från 1639. Storklockan är gjuten av medeltidsmalm och omgjuten 1762. Tidigare fanns klockan i Älvdalens kyrka, men flyttades 1903 till Evertsberg.

## Inventarier
- Ett 1400-talsskåp, sannolikt tillverkat i Lübeck och ursprungligen köpt till Leksands kyrka, är kapellets finaste klenod. Figurinerna i det stals 2013 och återfanns hos en samlare i Bryssel. Midsommardagen 2018 välkomnades figurerna tillbaka till kapellet av Västeråsbiskopen Mikael Mogren och Älvdalens kyrkoherde Malou Wirström.
- Predikstolen är från mitten av 1600-talet.
- Dopfunten av trä på svarvad fot är från 1700-talet.

### Orgel
- Orgeln byggdes 1925 av Gebrüder Rieger, Jägerndorf, Österrike. Fasaden ritades 1924 av Elis Werner och har ljudande principal 8 i fasaden.[1] Den omdisponerades 1961 av Rolf Larsson, Uppsala och renoverades 1968 av Gunnar Carlsson, Borlänge. Orgeln är pneumatisk.[2]

Ursprunglig disposition, 1925:
| Manual I     | Manual II         | Pedal                          | Koppel         | Övrigt            |
| Bourdon 16'  | Salicional 8'     | Subbas 16'                     | Vanliga koppel | Crescendosvällare |
| Principal 8' | Bourdon 8'        | Bourdonbas 16' (transmitterad) |                | Rullsvällare      |
| Flöjt 8'     | Voix céleste 8'   |                                |                | Kollektiver       |
| Gamba 8'     | Flöjt harmonik 4' |                                |                |                   |
| Octava 4'    |                   |                                |                |                   |

Nuvarande disposition:
| Manual I        | Manual II           | Pedal      | Koppel    | Övrigt                       |
| Gedackt 8'      | Borduna 8'          | Subbas 16' | I/P       | Fria och fasta kombinationer |
| Principal 4'    | Flûte harmonique 4' | Gedackt 4' | II/P      | Crescendosvällare            |
| Gedacktflöjt 4' | Principal 2'        |            | II/I      |                              |
| Kvintadena 2'   | Sifflöjt 1'         |            | I 16'/I   |                              |
| Mixtur 3 chor   |                     |            | II 4'/I   |                              |
|                 |                     |            | II 16'/II |                              |